# Peperomia rurrenabaqueana
Peperomia rurrenabaqueana är en pepparväxtart som beskrevs av William Trelease. Peperomia rurrenabaqueana ingår i släktet peperomior, och familjen pepparväxter. Inga underarter finns listade i Catalogue of Life.